# Pyrotechnischer Satz

GHS-Piktogramm für instabile explosive Stoffe, Gemische und Erzeugnisse mit Explosivstoff(en)

Ein pyrotechnischer Satz ist ein Stoffgemisch zur Erzeugung akustischer, optischer, thermischer oder mechanischer Effekte. Sie sind die Funktionsträger von pyrotechnischen Gegenständen und finden in sehr verschiedenen Produkten, wie Streichhölzern, Feuerwerkskörpern und Airbags Verwendung. In der Regel enthalten sie mindestens ein brandförderndes Oxidationsmittel und einen Brennstoff. Als explosionsgefährliche Stoffe unterliegen sie entsprechenden rechtlichen Regelungen (Sprengstoffrecht, Pyrotechnikgesetz).

## Grundlagen
Ein pyrotechnischer Satz ist ein Stoff oder Stoffgemisch (pyrotechnische Mischung), dessen Zweck darin besteht, eine akustische (Schall), optische (Licht, Nebel, Rauch), thermische (z. B. Wärme), oder mechanische (Druck, Bewegung) Wirkung zu entwickeln. Der Gesetzgeber klassifiziert Substanzen und Objekte nicht nach ihren chemischen Eigenschaften, sondern inwiefern sie eine solche pyrotechnische Wirkung hervorrufen. Brennstoffe im allgemeinen Sinne etwa zählen nur dann zu den Pyrotechnika, wenn sie in einem Gegenstand explizit eingesetzt werden, um eine beabsichtigte Wirkung (den pyrotechnischen Effekt) zu erzielen.
Wie bei allen energetischen Materialien ist auch beim pyrotechnischen Satz die exotherme Umsetzung (wie Abbrand, Deflagration) nicht an die Anwesenheit von Luftsauerstoff gebunden. Diese Umsetzung genannte Reaktion eines pyrotechnischen Satzes erfolgt spontan und selbstunterhaltend, aber meist langsamer (weniger brisant) als beim Sprengstoff – die Begriffe Deflagration (langsamer als die Schallgeschwindigkeit im Material) und Detonation (schneller) unterscheiden die Begriffe Pyrotechnikum und Sprengstoff.
Im Unterschied zu den typischen technischen Sprengstoffen (ausgenommen die als Zündmittel verwendeten Initialsprengstoffe und die sogenannten Böller) erfolgt die Umsetzung nicht nur durch eine Explosion, sondern in der Regel durch offene Flamme (Feuer), Hitze, Reibung, elektrostatische Aufladung, Funken, Schlag (Erschütterung) und bei manchen Sätzen auch Feuchtigkeit. Pyrotechnische Sätze gelten darum – obwohl ihre Schadwirkung meist deutlich geringer ist – in der Handhabung als besonders gefährlich. Daher wird das Hantieren mit offenen pyrotechnischen Sätzen vermieden. Als Anzündmittel für kontrolliertes Auslösen des Abbrands (Anzünden) dienen Elektrozünder (elektrische Zündung) oder Reibeköpfe, Abreißanzünder, Zündschnüre (Lunten), Anzündlitzen und anderes (pyrotechnische Anzündung bzw. Anfeuerung). 

## Aufbau einer pyrotechnischen Mischung

### Oxidationsmittel
Wichtigste Komponente eines pyrotechnischen Satzes ist das Oxidationsmittel.
Typische Oxidationsmittel der Pyrotechnik sind:
- Nitrate (NO3−), Chlorate (ClO3−), Perchlorate (ClO4−), Peroxide (O22−), Dinitramide (N(NO2)2−), Chromate (CrO42−) und Permanganate (MnO4−) der Alkali- und Erdalkalimetalle
- Oxide der Metalle Chrom (Chromate), Wolfram (WO3), Molybdän (MoO3), Mangan (MnO2), Eisen (Fe3O4), Kupfer (Cu2O), Zink (ZnO2), Bismut (Bi2O3), und Zinn (SnO2)
- Halogenkohlenwasserstoffe wie Hexachlorethan (C2Cl6), Hexachlorbenzol (C6Cl6), Polytetrafluorethylen [(C2F4)n], Graphitfluorid [(CF)n]

Weitere Oxidationsmittel sind Ammoniumnitrat, Ammoniumperchlorat und Ammoniumdinitramid. Diese zählen aber schon als Reinstoffe zu den explosionsfähigen bzw. explosionsgefährlichen Stoffen.
Während früher oftmals Chlorate als Oxidationsmittel in Leucht- und Pfeifsätzen verwendet wurden, setzt man heute die thermisch beständigeren und nicht ganz so reaktionsfreudigen, dafür aber sichereren Perchlorate ein. Lediglich bei wenigen Ausnahmen wie grünen Leuchtsternen hoher Farbreinheit kommt man an der Verwendung von Bariumchlorat nicht vorbei.
Voraussetzung für einen Elektronenakzeptor ist lediglich, dass der betreffende Brennstoff als Donor eine niedrigere Elektronegativität aufweist als der zur Wahl stehende Oxidator. Neben Sauerstoff-, Chlor- und Fluorabspaltenden Stoffen können auch Stoffe wie Bor, Kohlenstoff, Schwefel oder Phosphor in Kombination mit elektropositiveren Metallen als Oxidationsmittel fungieren, obschon sie alle selbst nach thermischer Anregung bereitwillig durch den elektronegativeren Sauerstoff lebhaft und unter Flammenerscheinung oxidiert werden.

### Brennstoffe
Als Brennstoffe (chemisch als Reduktionsmittel bezeichnet) kommen in der Pyrotechnik praktisch alle brennbaren und leicht entzündlichen festen Stoffe zum Einsatz, beispielsweise Metalle, deren Legierungen und metallhaltige Verbindungen wie Hydride, diverse Nichtmetalle und die umfangreiche Gruppe der organischen Verbindungen.
- Klassisch beim Schwarzpulver: Holzkohlepulver und Schwefel
- Bindemittel, wie natürliche Harze, Leim, Zucker, Gummi arabicum und synthetische Polymere wie Polyacrylate, Polyolefine, Polyurethane erfüllen eine Doppelfunktion: Sie fungieren als Brennstoff und halten den Satz mechanisch zusammen. Viele pyrotechnische Sätze bestehen ausschließlich aus Bindemittel, Oxidator und (Farb-)Zusätzen, z. B. Zündköpfe.
- Typische metallische Brennstoffe sind: Magnesium, Aluminium, Calciumsilicid, Titan, Zirconium, Eisen und Silicium
- Nitrozellulose kann sowohl in polymerisierter Form (Nitrolack, Zelluloid) als energiereiches Bindemittel, wie auch als pulverigere Schießbaumwolle direkt als eigenständiger Treibsatz ohne zusätzliches Oxidationsmittel verwendet werden. Das Abbrennverhalten hängt vom Grad der Nitrierung ab. Für Nitrozellulose wird daher immer der Stickstoffgehalt angegeben, der als Maß für die Anzahl der Nitratgruppen dient. Sie verbrennt mit nur minimaler Rauchentwicklung.
- In letzter Zeit gewinnen auch andere stickstoffreiche Verbindungen als Brennstoff in raucharmen und farbreinen Applikationen an Bedeutung. Hier spielen das Hexamethylentetramin, Guanidinnitrat, Nitroguanidin, Dicyandiamid, und viele Tetrazolate eine wichtige Rolle.
- Unter den Metallhydriden finden besonders Magnesiumdihydrid und Zirconiumhydrid Anwendung als Brennstoff.
- Weitere Brennstoffe sind z. B. Sulfide: Arsen(III)-sulfid (As2S3), Antimon(III)-sulfid (Sb2S3) und Bismut(III)-sulfid (Bi2S3).
- Unter den organischen Verbindungen besitzen die Derivate der aromatischen Carbonsäuren besondere Bedeutung (Benzoate, Phthalate, Trihydroxybenzole, Pikrate).
- Harzreiche feine Bärlappsporen werden weniger in pyrotechnischen Sätzen, sondern unmittelbar für Feuereffekte, insbesondere auf Bühnen, verwendet. Bei diesen Effekten handelt es sich um kontrollierte, zur Vorführung geeignete Staubexplosionen.

### Hilfsstoffe
Weiterhin können pyrotechnische Sätze je nach ihrem Einsatzzweck noch eine oder mehrere der folgenden Komponenten enthalten:
- Abbrandmoderatoren wie Oxide der Übergangsmetalle
- Phlegmatisierungsmittel wie  Graphit, Wachse, Zinkstearat
- flammenfärbende Zusätze wie Alkali- und Erdalkalimetallsalze oder Kupfer- und Molybdänsalze
- Silikatzusätze wie Glasmehl und Sand dienen verschiedensten Zwecken: In Streichholzzündköpfen hilft ein Tropfen geschmolzenen Glases das Verspritzen der Rückstände zu verhindern und diese in Schlacke einzuschließen. Das Glas dient als Funkenfänger.[1] In Reibflächen und Knallerbsen werden Silikate als Friktionsmittel verwendet.
- Aerosolbildner wie organische Farbstoffe, Roter Phosphor.

### Spezielle Anwendungen
Durch Variation der Zusammensetzung, Beimischen von Katalysatoren und den Abbrand moderierenden Zusätzen werden die Mischungen auf den jeweiligen Anwendungszweck optimiert. Dabei wird beispielsweise besonderer Wert gelegt auf große Wärmeentwicklung (Pyrolant), Gasentwicklung, Rauchentwicklung, eine konstante und stabile Abbrandgeschwindigkeit, zuverlässige Entzündbarkeit auch bei tiefer Temperatur, gute Lagerbeständigkeit, hohe Temperaturbeständigkeit oder die toxikologischen Eigenschaften der Verbrennungsgase.
- Schwarzpulver, Schwarzer Satz:
75 % KNO3 + 10 % S + 15 % C
Salpeter (Kaliumnitrat), Schwefel (zusammen Salpeterschwefel) und Kohle – klassische pyrotechnische Mischung, wird heute kaum mehr verwendet.
- Fundamentalsatz, Feuerwerksschwarzpulver oder Grauer Satz:
ist der am häufigsten verwendete pyrotechnische Satz in der Feuerwerkerei: ein Gemenge von 75 Teilen Salpeter, 18 Teilen Schwefel und 7 Teilen Kohle bzw. Mehlpulver[2]
Es findet vor allem als Ausstoßladung und Zerlegerladung Verwendung.

Nach der Abbrandgeschwindigkeit, also der Geschwindigkeit der Umsetzung, und der daraus resultierenden Brisanz unterscheidet man in fauler Satz und rascher Satz.
Sätze können aber durchaus auch Sprengstoffcharakter haben. Das ungepresste und patronierte Pulver eines Luftheulers explodiert beispielsweise mit einem lauten Knall; während es im stark gepressten Originalzustand nur unter hellem Pfeifen abbrennt. Dieser Effekt tritt nicht durch eine Pfeife auf, sondern basiert auf der Tatsache, dass das Gemisch schichtenweise – bis zu mehreren tausend Mal pro Sekunde – abbrennt, siehe Abschnitt Heulsatz.

## Einteilung der Sätze
Je nach Zusammensetzung und Anwendung unterscheidet man entsprechend:
- Normalsatz: Treibsatz, Ausstoßsatz, Trennsatz
- Anfeuerungssatz, Verzögerungssatz
- Effektsatz: Knallsatz, Leuchtsatz, Pfeifsatz, Sprühsatz
- Nebelsatz, Rauchsatz
- Gassatz (Gasgeneratorsatz), Heizsatz, pyrotechnischer Satz für spezielle Effekte.

### Normalsatz
Normalsätze sind die grundlegenden pyrotechnischen Sätze. Sie stellen die thermische, und damit die mechanische Energie zur Verfügung.

#### Treibsatz und Ausstoßsatz
Der Treibsatz (Propellant) dient der kontinuierlichen Schuberzeugung und brennt gleichmäßig ab: Er ist als Treibladung in Raketen eingebaut; siehe  Treibsatz (Modellrakete).
Der pyrotechnische Satz bei Base-Bleed-Geschossen ähnelt einem Treibsatz, ist jedoch schwächer. Er dient nicht zur Schuberzeugung, sondern soll lediglich mit seinen Verbrennungsgasen den Unterdruck hinter dem fliegenden Geschoss „auffüllen“, um den Luftwiderstand zu verringern und damit die Reichweite zu erhöhen.
Der Ausstoßsatz (Expellant) treibt den Gegenstand durch plötzliche Druckerzeugung aus einem Abschussrohr: als Ausstoßladung beim Mörser (Geschütz), einer Bombette oder Bombe (Feuerwerk), oder auch, um militärische Raketen aus ihrer Halterung so weit in die Luft zu katapultieren, dass der eigentliche Treibsatz gefahrlos gezündet werden kann. Bei Cargomunition werden Ausstoßsätze verwendet, um die Submunition über dem Ziel aus der Geschosshülle auszustoßen.

#### Trennsatz und Zerlegersatz
Trennsätze zerlegen den Gegenstand in einzelne Teile, um die gewünschten Effekte zur Geltung zu bringen.
Die Trennladung zerlegt zum Beispiel einen Feuerwerkseffekt in mehrere Teileffekte, die Zerlegerladung befördert die Effektladungen in einen gewünschten Abstand, den Effektradius. Sie bewirkt den eigentlichen, gemeinhin „Explosion“ genannten Effekt (etwa die typische Kugelgestalt einer Feuerwerksrakete).
Die Zerlegerladung darf deutlich brisanter sein als eine Ausstoßladung, weil sie nur die kompakten Sterne (die bis 1 cm großen Effektkügelchen) und ähnliche Effekte befördert, außerdem hält man damit die auszustoßende Masse geringer, und erreicht bessere Steighöhen.

### Anfeuerungssatz
Er dient dazu, den Gegenstand anzuzünden, also die Reaktion in Gang zu bringen. Dabei handelt es sich um Zündmittel wie die Zündschnur, einen Elektrozünder (Zündpille) oder eine Initialzündung für Sprengmittel.
Typische Mischungen für Anfeuerungssätze:
- 70 % KNO3 + 24 % B + 6 % PMMA
Kaliumnitrat, Bor, Polymethylmethacrylat – Sehr zuverlässige Anzündmischung; brennt auch bei 77 K (– 196 °C)
- 43 % KClO4 + 57 % Zr
Kaliumperchlorat und Zirconium, Kurzbezeichnung: ZPP – pyrotechnische Zünder für Feststoffraketen (NASA), dieser Zünder wird mit einem Laserpuls gezündet

### Verzögerungssatz
Ein Verzögerer dient dazu, entweder den Start eines fliegenden Gegenstandes hinauszuzögern, nach Auslösen der Zündung einen Zeitabstand zu erzeugen (z. B. bei Sprengungen), oder nach dem Zünden des Ausstoß- oder Treibsatzes die Steigzeit zu überbrücken, damit der Effektsatz in gewünschter Effekthöhe zünden kann (wie beim Höhenfeuerwerk), oder um mehrere Effekte zu kuppeln, also mit einer gemeinsamen Zündung zu verbinden (etwa in Feuerwerksbatterien).
- 74 % Pb3O4 + 25 % Si + 1 % PMMA
 Mennige, Silizium, Polymethylmethacrylat – Verzögerungssatz; brennt langsam mit definierter Geschwindigkeit ab. Typische Verzögerungszeiten im Feuerwerk sind etwa 2 oder 3 Sekunden, bei Handgranaten 1,5 bis 4 Sekunden, bei Sprengzeitzündern in der Sprengtechnik 25 Millisekunden.

### Effektsatz

#### Leuchtsatz, Farbsatz
Die charakteristischen Leucht- und Farbeffekte entstehen durch Zusatz von verschiedenen Stoffen zu den pyrotechnischen Sätzen:
- Rot: Strontiumsalze (dunkelrot), Calcium (orangerot), Lithium (karminrot)
- Gelb: Natriumsalze
- Grün: Bariumsalze (gelbgrün), Kupfer (smaragdgrün), Tellur (grasgrün), Thallium (wiesengrün), Zink (blassgrün)
- Blau: Kupfersalze (azurblau), Arsen, Blei, Selen (hellblau), Cobalt (tiefblau)
- Violett: Cäsium, Kalium
- Purpur: Rubidium
- Weiß, Silberfarben: Magnesium, Aluminium, Titan, Zirconium
- Goldfarben: Eisen, Kohle

Die Farben entstehen durch Anregung von Atomen in der Hitze, welche sofort wieder in einen Zustand niedrigerer Energie zurückfallen, und die zuvor aufgenommene Energie dabei als Licht abstrahlen.
Da die möglichen Energiedifferenzen quantenmechanisch genau festgelegt sind, haben Atome verschiedener Elemente – bedingt durch den Aufbau ihrer Elektronenhülle – unterschiedliche Emissionsfarben.
Dabei gilt Kupfer als die schwierigste Farbe, da der Farbton auch von der vorliegenden Verbindung abhängt. Die meisten Kupferverbindungen färben jedoch grün, nur wenige, die aber bei hohen Temperaturen leicht zerfallen, färben tatsächlich blau.
Sehr heiß abbrennende Stoffe erhöhen die Leuchtkraft und die Intensität der Flamme. Um die Brillanz und die Farbintensität zu verstärken, werden den Sätzen verschiedene chlorhaltige Stoffe (z. B. PVC) beigemischt.
Es gibt auch noch andere Reaktionen, die für das Leuchten eine Rolle spielen. So entstehen helle Funken durch Reaktionen, bei denen Metalle wie Magnesium, Aluminium, Titan und andere bei mehreren tausend Grad Celsius verbrennen. Goldene Funken – meist von Holzkohle oder Eisen erzeugt – verbrennen schon bei niedrigen Temperaturen von etwa 1500 Grad Celsius.
Typische Leuchteffektsätze sind Flittersatz (firefly), Glittersatz, Blinksatz (strobe), Funkensatz, Brilliantfeuersatz, Flammensatz (etwa bei Schweifeffekten), Doppel- oder Zwittersatz (Funken- und Flammsatz kombiniert), oder Sprühsatz (etwa bei der Wunderkerze). Diese Reaktionen sind teils äußerst komplex.

#### Blitzsatz und Knallsatz
Knallsätze dienen der Geräuscherzeugung.
- In Knallerbsen wird Silberfulminat, ein Salz der Knallsäure verwendet. In einer Knallerbse sind höchstens 2,5 mg enthalten, die mit einer kleinen Menge Quarzsand in Seidenpapier eingewickelt sind. Der Quarzsand verleiht der Knallerbse einerseits das notwendige Gewicht, zweitens löst er beim Auftreffen auf harte Unterlage durch Zerdrücken der Fulminatkristalle die Explosion aus. Da der Stoff jedoch auch durch das Eigengewicht der Kristalle zur Explosion gebracht werden kann, darf bei seiner Herstellung eine bestimmte Stoffmenge nicht überschritten werden. Selbst geringe Reibung oder Erschütterung kann zur Explosion führen. Darüber hinaus ist feuchtes Silberfulminat ebenfalls explosiv.

Knall- oder Knistersätze finden als Knallladung, oder Knatterladung, Knisterladung (Crackersatz) in entsprechenden Effekten Verwendung.
Mischungen aus Oxidatoren und Metallpulvern nennt man Blitzsätze (oder auch ggf. Blitzknallsatz (BKS), wenn sie primär zur Erzeugung eines Knalls bestimmt sind). Ein Blitzsatz explodiert mit einem hellen Lichtblitz – und einem lauten Knall – unter enormer Energieabgabe, wobei manche Blitzsätze auch in Detonation übergehen können. Eine weitere wesentliche Eigenschaft dieser Explosivstoffe ist es, ohne Verdämmung zu explodieren, was von der Art und der Zusammensetzung der Mischung abhängt. Diese Eigenschaft macht sie für die Pyrotechnik interessant, da man mit geringen Mengen einen vielfach lauteren Knall erzeugen kann, als das mit Schwarzpulver möglich ist. Eine geringe Verdämmung des Pulvers reicht für einen „satten“ Knall, da der knallerzeugende Überdruck nicht durch bei der Reaktion entstehende Gase, sondern im Wesentlichen durch eine Erhitzung der Umluft erzeugt wird. So befindet sich in der einseitig offenen Papphülse eines Vogel- oder Starenschrecks nur eine Menge von 1,8 g BKS. Trotzdem kann eine solche in der Hand explodierende Patrone mehrere Finger abreißen.

##### Blitzknallsatz
- 65,82 % KClO4 + 34,18 % Al
 Feuerwerk-Knallsatz; Unterwasser-Sprengstoff; explodiert mit lautem Knall

Das fast ausschließlich in der Pyrotechnik angewandte Gemisch besteht aus Kaliumperchlorat und sehr feinteiligem Aluminiumpulver. Bei diesem Satz muss das Aluminium als dunkles Aluminium (Aluminiumpyroschliff, dark aluminium, Dark Pyro Alu) vorliegen, welches das feinste der erhältlichen Aluminiumpulver ist. Die chemische Reaktionsgleichung ist
{\displaystyle \mathrm {3\ KClO_{4}\ +\ 8\ Al\longrightarrow \ 3\ KCl\ +\ 4\ Al_{2}O_{3}} }
Kaliumperchlorat und Aluminium reagiert zu Kaliumchlorid und Aluminiumoxid.
Alternativ kommen auch Magnesiumpulver als Brennstoff sowie diverse Nitrate und Chlorate als Oxidationsmittel zum Einsatz.
Er verbrennt mit extrem hoher Reaktionsgeschwindigkeit und kann ab Mengen von 100 bis 200 g nach Zündung von Deflagration zu Detonation übergehen. Er explodiert bereits in geringer Menge offen gezündet mit einem ohrenbetäubenden Knall, obwohl die Reaktionsendprodukte (KCl und Al2O3) hochschmelzende Feststoffe sind. Diese Eigenschaft macht die Handhabung von Blitzknallsatz gefährlich, zumal das Gemisch empfindlich auf statische Aufladung reagiert. Zu finden ist diese Mischung in Knallkörpern von Alarmanlagen, Vogelschreckpatronen oder Salutbomben im Großfeuerwerk, sowie in Feuerwerkskörpern, die keinen Konformitätsnachweis nach dem Sprengstoffgesetz haben und somit unerlaubt sind.

##### Blitzsatz
Ferner werden Flashmischungen aus Bariumnitrat, Schwefel und hochfeinem Aluminiumpulver in kleinen Bombetten als Zerlegerladung eingesetzt.
Frei verkäufliche Bodenknallkörper dürfen in Deutschland keinen Blitzknallsatz enthalten, in den meisten anderen Ländern ist dieser jedoch weitaus verbreiteter als das klassische Schwarzpulver. Als Knallsatz in aufsteigenden Feuerwerkseffekten kommt auch in Deutschland fast ausschließlich Blitzknallsatz zum Einsatz.

#### Pfeifsatz (Heulsatz)
Pfeifsätze (Heulsätze) enthalten meist Chlorate oder Perchlorate als Oxidationsmittel sowie Salze organischer Säuren (Salicylsäure, Benzoesäure, Gallussäure, Kaliumpikrat oder Kaliumdinitrophenolat). Die Geräuschentwicklung entsteht nicht durch die Form der Austrittsöffnung, sondern durch einen oszillierend pulsierenden Abbrand mit etwa 3000–4000 Hz in offener Papphülse. Der Satz brennt mit einer Folge von kleinen Explosionen ab. Nach jeder Explosion entsteht eine Druckwelle mit einem Ausströmen der Verbrennungsgase und einem anschließenden kurzzeitigen Unterdruck mit einem Einströmen der Außenluft. Durch die vielen kurz nacheinander auftretenden Schallereignisse, bedingt durch die gegenläufigen Druckwellen, entsteht ein hoher Ton, der als Pfeifen charakterisiert wird. Der Pfeifton wird durch die Hülsenlänge und den Außendruck bestimmt.
Außer in Raketen finden Pfeifsätze Verwendung in Luftheulern.

#### Nebelsatz
Nebelsätze beruhen darauf, dass bei dem Abbrand leicht flüchtige hygroskopische Salze entstehen, die den Wasserdampf der Luft anziehen. Wesentliche Bestandteile von Nebelsätzen sind Aluminium oder Zink und Halogenkohlenwasserstoffe wie Tetrachlormethan oder Hexachlorethan. Hierbei entstehen Aluminiumchlorid bzw. Zinkchlorid als hygroskopische Salze.
Farbiger Rauch lässt sich durch Zugabe von organischen Farbstoffen zu pyrotechnischen Mischungen erreichen. Dabei muss die Verbrennungstemperatur ausreichen den Farbstoff zu sublimieren, ohne ihn thermisch zu zersetzen. Als Sauerstoffträger verwendet man meist Kaliumchlorat und als Brennstoff Puderzucker, selten Laktose oder Kohlenhydrate wie Dextrin, in sehr brennstoffreichen Mischungen, die mit niedriger Temperatur relativ langsam verbrennen. Zum Schutz der Farbstoffe gegen thermische Zersetzung werden große Mengen Natriumbicarbonat als Wärmesenker und Kühlmittel zugesetzt. Viele der für farbigen Rauch verwendeten Farbstoffe sind karzinogen oder enthalten krebserregende Verunreinigungen. Daher werden solche Produkte im zivilen Sektor nur als Signal- und Rettungsmittel und nicht zu Unterhaltungszwecken zugelassen.

## Rechtliches
Der Umgang mit pyrotechnischen Sätzen und pyrotechnischen Gegenständen, dazu gehören das Herstellen, Bearbeiten, Verarbeiten, Verwenden, Verbringen, der Transport und das Überlassen innerhalb der Betriebsstätte, das Wiedergewinnen und Vernichten; der Verkehr (Handel) und die Einfuhr, werden aufgrund der möglichen Gefährdung gesetzlich streng geregelt.
Zu detaillierten Informationen zu gesetzlichen Regelungen siehe: Pyrotechnik (Einteilung in Gefahrenklassen), Europäisches Übereinkommen über die internationale Beförderung gefährlicher Güter auf der Straße (Transport), Pyrotechniker (Berufsbild).